# Las Chicas del Can
Las Chicas del Can (también conocida como Las Chican) es una agrupación merenguera de la República Dominicana que se caracteriza por ser exclusivamente femenina. Formada en el año 1976 bajo el nombre de «Las Muchachas» por Belkys Concepción, hasta inicios de la década de 1980 que le dio el nombre de "Las Chicas del Can" el fallecido  comunicador y presentador de TV Yaqui Núñez del Risco , convirtiéndose así en la primera orquesta de merengue totalmente femenina. Comienzan a trabajar oficialmente con ese nombre en 1982, teniendo también la tutela de Wilfrido Vargas, hasta que en 1984 Belkys fue sorprendida por el síndrome de Guillain-Barré, ahí se separó del grupo que siguió trabajando bajo las directrices de Vargas y su empresa. Varias integrantes han entrado y salido de la orquesta desde su creación. La agrupación se desintegró en 1998, luego se reactivó en 2007 hasta 2009 (producto de un arrendamiento a Evelio Herrera por parte de su propietario WV), habiéndose reactivado a finales de la década de los años 19. Sin embargo el 29 de abril de 2005 se realizó un relanzamiento en Venezuela teniendo como dueña legal de la marca Las Chicas del Can a Zimaray Meléndez.
Las Chican realizaron éxito tras éxito durante los años 80, y un gran número de sus sencillos y discos recibieron disco de oro y platino. Éxitos como "Besos Callejeros", "El Negro no puede (Waka Waka)", "La Media María", "Sukaína", " Juana la Cubana", "Ta' Pillao", "Celoso", "Te Quiero Ver", "Sin Él","Pegando Fuego", "Fiebre", y "Las Pequeñas Cosas", entre otros.  
En el Año 1992 surge un cambio completo en la orquesta, la mayoría de sus integrantes dejaron la orquesta para formar tienda aparte con Miriam Cruz y entra una nueva etapa de Chicas que conformaban otra orquesta.
Estas nuevas integrantes eran en el frente Grissel Báez, Janni Viloria, Michell Flores y Aracelys Ferreira, a las que se une meses más tarde Florangel Del Villar. Con ellas entraron también: Yoselin Peguero,  Gladys Martínez, Jaquelin Cabrera, Austria Pérez, Maribel Abreu, Jadys Ramírez, Yanet Rivera y Carolina Rodríguez. A esta etapa luego la denominaron "Las Monumentales Chicas del Can". Tuvieron  Éxitos como "Celoso" (ganador de dos discos de oro y uno de platino), "Voy pa lla"," Hacer el amor con otro", "Mi Gobernador", "Vuelve", "Sin Compromiso", "Botando Chispa","Amigo Travieso", "Explosivo","La Pasola", "Te quiero ver", "Dame una noche", entre otros. 
Las Chicas Del Can tuvieron un rotundo éxito en los 80's y los  90's,  llevándolas a giras por toda Hispanoamérica (incluyendo Venezuela, Guatemala, Costa Rica, Colombia y Perú), Europa (incluyendo España, Países Bajos, Francia, Italia y Finlandia), y Asia (incluyendo Japón). En 2016 E! la cadena de televisión estadounidense, las colocó en el puesto número 14 de los 25 grupos femeninos más influyentes de toda la historia

## Historial

### 1981-1999
En 1976 la merenguera dominicana Belkis Concepción había reclutado un grupo de chicas entre instrumentistas y coristas para formar la agrupación llamada Las Muchachas. Cinco años después Concepción se une al empresario artístico y músico dominicano Wilfrido Vargas para formar a finales de 1981 lo que posteriormente se llamaría Las Chicas del Can. En 1984, Concepción quien era la pianista, directora y dueña de la orquesta, tuvo que dejar temporalmente la agrupación por enfermedad, pero fue sustituida inmediatamente por la segunda vocalista Miriam Cruz de 14 años de edad. Concepción fue diagnosticada con Guillain-Barré-Landry y desde entonces estuvo lidiando con la enfermedad y los compromisos que tenía con la agrupación. A finales de 1984, Vargas decidió sustituir oficialmente a Concepción por Cruz. 
En 1983 se unieron Eunice Betances, Verónica Medina quien fue cantante principal durante un tiempo, y otras instrumentistas. Medina luego abandonó la agrupación y se lanzó como solista. 
El baile "Juana La Cubana" lo popularizó la eterna Teresa Domínguez , quien con su carisma y baile cautivó a todo el mundo , el disco "Juana la Cubana " recibió un disco de platino en Venezuela en 1988 por 100,000 Mil copias vendidas y otro más por la canción de 50,000 copias convirtiéndolo en uno de los trabajos más reconocidos en toda la trayectoria de Las Chicas del Can.
En 1992, Janni Viloria, Aracelys Ferreira, Adalgisa Báez (Grissel) y la guatemalteca Michell Flores pasaron del Grupo Mandarina a Las Chican, después de unos meses se unió Florangel del Villar, manteniendo vivo y con gran éxito el legado. Durante esta etapa, las chicas fueron aclamadas como "Las Monumentales" que interpretaron los temas acompañados con el baile y el carisma de las integrantes y músico, entre ellas una trompetista costarricense llamada Ana Lucía Retana Saavedra.
En esta segunda etapa se popularizaron temas como "Voy pa' allá", "Hacer el amor con otro", "Celoso", "Explosivo" , "Botando Chispa", "Te quiero Ver" , "Dame una noche", "Sin compromiso", etc. Después de los discos Explosivo (1992), Botando Chispas (1994) y Derramando Sueños (1996), Michell Flores abandonó la agrupación para lanzarse como solista, dando pie a la segunda separación de la agrupación en 1998.

### Relanzamiento Dominicano (2007-2011)
Wilfrido Vargas le vende los derechos al promotor artístico dominicano Evelio Herrera. Cerca del 2006 existían dos empresas bajo el mismo nombre: una en Venezuela a cargo de Omar Enrique quien más tarde cedería  la agrupación a su madre Simaray Meléndez y otra en República Dominicana presentada en el Jet Set por el mismo Wilfrido y dirigida por Herrera.
En 2007 y bajo la dirección de Evelio Herrera salen las denominadas "Espectaculares Chicas del Can" en República Dominicana. Aunque en un principio muy cuestionadas por el público y algunos medios de comunicación, lograron producir su propia discografía y presentar diversos tours. El grupo finalmente se desintegró después de varias controversias y salidas abruptas de las integrantes.
La agrupación, se relanzó una vez más con cinco integrantes incluyendo la hija de su creador Wilfrido, Alina Vargas.  En agosto de 2011, Alina anunció su proyecto como solista.y la orquesta se deshace una vez más.

## Controversias

### Conflicto por el nombre
A mediados de 1985, Belkis Concepción, quien fue la ideóloga y líder de la agrupación, reclamó ser ella y no Vargas la creadora de la agrupación, y por ende la dueña del nombre. Concepción quien tuvo que dejar la agrupación por enfermedad, dijo ser la formadora del grupo en 1976, según sus palabras: 

"Me dieron un golpe de Estado mientras estuve en cama, eso también fue algo que me afectó mucho, porque ese nombre me lo dio Yaqui Núñez, pero como no la había registrado a mi nombre Wilfrido se lo llevó con todo y las integrantes del grupo. A pesar de eso Vargas y yo nos llevamos bien".

Concepción había creado una agrupación en 1976 conocida como Las Muchachas, que luego y debido a la unión de ésta con Wilfrido Vargas en 1981 y gracias a Yaqui Núñez , pasaría a llamarse Belkis Concepción y Las Chicas del Can. Concepción rompió definitivamente las relaciones laborales con Vargas en 1985, quedando éste con el nombre de la agrupación.

### Frecuentes salidas y reemplazos de chicas
A finales de 2007 en un viaje que hiciera la agrupación a la ciudad de Nueva York, una de las integrantes llamada Ginette Portorreal supuestamente se escapa con un novio, quedándose en los Estados Unidos.
Posteriormente entra a la agrupación una de las chicas integrante en la etapa de los 90s Michell Flores donde duró unos pocos meses, saliendo después por motivos de embarazo.
Después entraron dos chicas más Desireé y Jameli, las cuales salieron una por "inquieta" y la otra por problemas de "salud", según palabras de su mánager Herrera.
Aunque hay un rumor de que algunas de las chicas habían salido por supuestos conflictos internos o embarazo.
En 2009 salió de la agrupación Mabel Peguero quien estuvo desde el principio en la formación de las "nuevas" Chicas del Can. El mánager Evelio Herrera dijo que Peguero tenía otros proyectos fuera de la música, terminando así su contrato en mayo de ese mismo año. Se descubrió después por embarazo producto de una relación con el cantautor dominicano Wason Brazobán. En septiembre de ese mismo año Tueska una de las integrantes se despidió de la  agrupación para lanzarse como solista. En ese mismo mes Herrera declaró que no seguiría con la agrupación debido a los constantes embarazos de las integrantes y que la agrupación sería vendida al hermano de Wilfrido Vargas, Jorge Luis Báez

### Alegado plagio por parte de Shakira
En mayo de 2010 la cantante colombiana Shakira lanzó su canción Waka Waka (Esto es África) con el mismo estribillo que utilizaba el merengue "El negro no puede", el cual grabaran Las Chicas del Can en los años 80. El mismo estribillo pertenece originalmente a la canción de marcha Zangalewa, utilizada por los soldados en Camerún popularizada por la agrupación Golden Sounds del mismo país, el cual Wilfrido Vargas utilizó para la canción. Por esa razón, Vargas admitió que no la demandaría, ya que esa canción no es suya.

## Discografía
- Belkis y Las Chicán (1982, Karen Records)
- Belkis Concepción & Las Chicas del Can (1984, Karen Records))
- Chicán (1985, Karen Records)
- Pegando fuego (1986, Sonotone Records)
- Mi general (1987, Sonotone Records)
- Caribe (1988, Sonotone Records)
- Sumbaleo (1990, Sonotone/Bomba Records)
- Nada común (1991, TH-Rodven Records/Sonotone Records)
- Explosivo (1992, TH-Rodven Records)
- Botando Chispas (1994)
- Derramando Sueños (1996, Rodven/PolyGram Records)
- Te Quiero Ver (1998, Pa'ti Pa'mi Records)